# إلان شالون
إلان شالون (بالإنجليزية: Elan Chalon)‏ هو فريق كرة سلة فرنسي تأسس في 1955. يلعب في الدوري الفرنسي لكرة السلة الدرجة الأولى.

## وصلات خارجية
- الموقع الإلكتروني